# Ökotípus

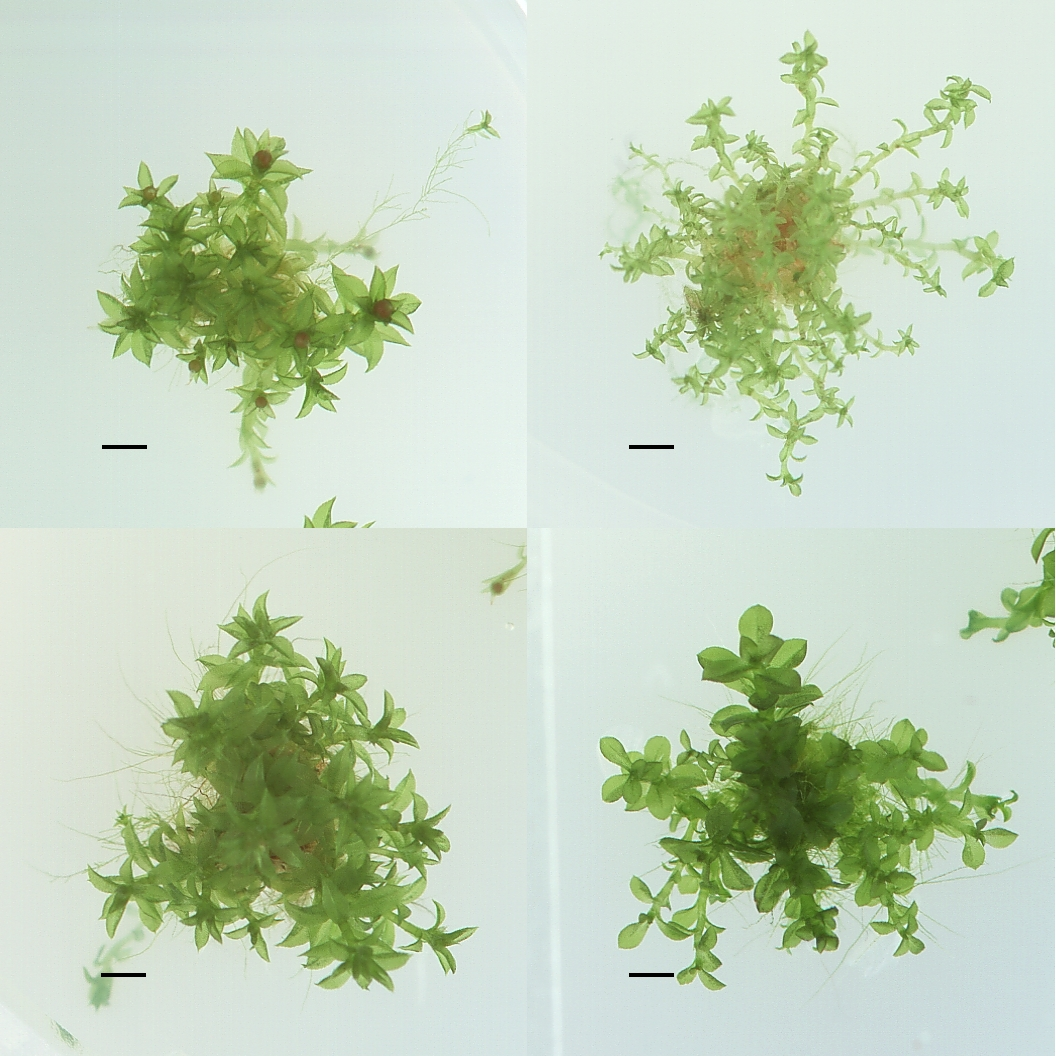
Physcomitrella patens moha ökotípusai

Az ökotípus egy fajon belül olyan genetikai sajátosságokat mutató populáció, ami alkalmazkodott egy adott környezeti feltételhez, termőhelyhez. Formális rendszertani jelentése nincsen. Így például a parti delfinnek  (Sotalia fluviatilis) két ökotípusa van, a dél-amerikai folyami, és az Atlanti-óceán déli részén élő ökotípus. Hasonlóan, a palackorrú delfinnek is két ökotípusa él az Atlanti-óceán északi területein.
Turesson értelmezése szerint ökotípusnak tekinthető egy populáció, ha egy adott helyi környezeti (termőhelyi) feltételhez jobban alkalmazkodott, mint más feltételekhez, illetve ha elképzelhetők olyan populációk, amelyek az adott feltételekhez kevésbé alkalmazkodottak. Az ökotipikus mintázat termőhelyi feltételei foltszerűen, diszkontinuus módon jelentkeznek (például vízgazdálkodási, tápanyagtartalmi eltérések), ennek megfelelően az ökotípusok is foltszerű, többé-kevésbé elhatárolható előfordulást mutatnak, ellentétben a klínekkel.
Maga a foltszerű változatosság nem garantálja, hogy eltérő ökotípusokról van szó – ez más okokból is létrejöhet, például genetikai sodródás vagy migráció hatására. Ökotípusról csak akkor beszélhetünk, ha ökológiai tényezők okozzák a differenciálódást.